# Ngày Quốc tế Nhận thức Bom mìn và Hỗ trợ hành động Bom mìn
Ngày Quốc tế Nhận thức Bom mìn và Hỗ trợ hành động Bom mìn được cử hành vào ngày 4 tháng 4 hàng năm, nhằm nâng cao nhận thức phòng tránh bom mìn và hỗ trợ tháo gỡ bom mìn.
Năm 2005, Liên Hợp Quốc đã công bố chọn ngày 4 tháng 4 hàng năm là Ngày Quốc tế Nhận thức Bom mìn và Hỗ trợ hành động Bom mìn. Nhân dịp này, nhiều hoạt động sẽ diễn ra trên toàn thế giới nhằm nâng cao nhận thức phòng tránh bom mìn và tiến tới loại bỏ hoàn toàn bom mìn.

## Chủ đề
Danh sách này không đầy đủ, bạn cũng có thể giúp mở rộng danh sách.
Năm 2018: Tăng cường bảo vệ hòa bình và phát triển
Năm 2017:...
Năm 2016:...
Năm 2015: Hơn cả bom mìn
Năm 2014:...
Năm 2013: Vì một thế giới không có bom mìn

## Tại Việt Nam
Năm 2007, theo Trung tâm công nghệ thông tin, thuộc Bộ Quốc phòng (BOMICEN Lưu trữ ngày 4 tháng 6 năm 2019 tại Wayback Machine), hiện còn khoảng 600.000 tấn bom mìn và vật nổ từ thời chiến tranh vẫn nằm trong lòng đất trên khắp đất nước Việt Nam, gây ô nhiễm 6 triệu ha đất (khoảng 21,12% diện tích Việt Nam). Kể từ khi chiến tranh chấm dứt năm 1975 cho đến năm 2000, ước tính trung bình mỗi năm có 42,135 người tử vong và 62,163 người khác bị thương tật do bom mìn – vật nổ. LHQ cam kết tiếp tục hợp tác và giúp đỡ Việt Nam trong việc giảm tỷ lệ và mức độ nghiêm trọng của các trường hợp thương tích do bom mìn và vật nổ gây ra.